# Radziecka strefa okupacyjna w Niemczech

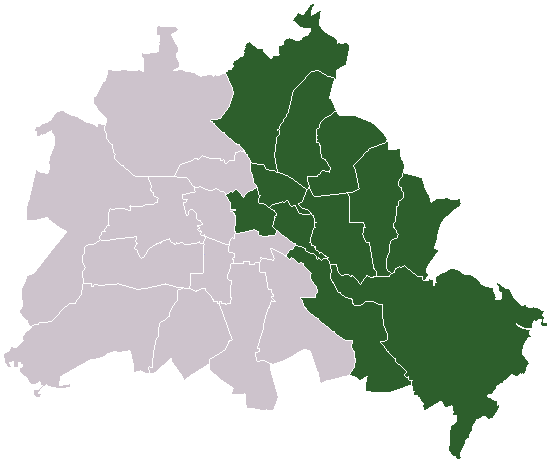
Radziecki sektor Berlina

Radziecka strefa okupacyjna w Niemczech (niem. Sowjetische Besatzungszone, SBZ; ros. Советская зона Германии) – obszar środkowych (w granicach przedwojennych) lub wschodnich (w granicach powojennych) Niemiec, okupowany przez ZSRR od końca II wojny światowej w 1945.
7 października 1949 utworzono na jej terytorium Niemiecką Republikę Demokratyczną.

## Historia
Radziecka strefa okupacyjna była jedną z czterech stref w Niemczech, które utworzono po zakończeniu II wojny światowej. Zgodnie z konferencją poczdamską, Sowiecka Administracja Wojskowa w Niemczech (SMAD) objęła kontrolę i odpowiedzialność nad wschodnią częścią Niemiec. Część terenów, które przypisane zostały na konferencji w Teheranie do planowanej strefy okupacyjnej ZSRR (Turyngia, zachodnia Saksonia i zachodnia Brandenburgia po Łabę), została w czasie działań wojennych zajęta przez armię amerykańską, która wycofała się poza granicę ustalonej wcześniej strefy sowieckiej w lipcu 1945.
Administracja okupacyjna ZSRR dopuściła utworzenie w swojej strefie czterech partii politycznych, które utworzyły później Front Narodowy. W kwietniu 1946 wschodnioniemieckie struktury SPD i Komunistyczna Partia Niemiec utworzyły wspólnie SED.
Początkowo Józef Stalin miał nadzieję na objęcie swoim wpływem całości Niemiec. Jednakże 1 stycznia 1947 ze stref amerykańskiej i brytyjskiej powstała Bizonia, a w maju 1949 roku dołączyła do niej francuska strefa okupacyjna, tworząc Trizonię. W rezultacie cele Stalina okazały się nierealne. W lutym 1948 roku przedstawiciele Stanów Zjednoczonych, Wielkiej Brytanii i Francji na konferencji w Londynie debatowali nad dalszą przyszłością ich stref okupacyjnych. Niezaproszenie na konferencję przedstawicieli Związku Radzieckiego oraz rozbieżne cele dotyczące przyszłości Niemiec doprowadziły do wycofania przedstawicieli ZSRR w marcu 1948 roku z Sojuszniczej Rady Kontroli, co zakończyło działalność tego organu.
Stosunki pomiędzy ZSRR a państwami zachodnimi pozostawały napięte. W czerwcu 1948 przeprowadzono reformę walutową, która objęła swoim zasięgiem zachodnie strefy okupacyjne oraz strefy państw zachodnich w samym Berlinie. W ten sposób na terenie Niemiec powstały dwa odrębne systemy gospodarcze: zachodni z nową marką niemiecką i wschodni. W odpowiedzi Moskwa wprowadziła blokadę Berlina Zachodniego, starając się odciąć wszelkie drogi zaopatrzenia dla tej części miasta, by na państwach zachodnich wymóc wycofanie się z podjętych działań. Ponieważ odtąd żywność i inne produkty dostarczano do Berlina drogą powietrzną, blokada miasta nie przyniosła efektów. 1 lipca 1948 roku gubernatorzy każdej ze stref Trizonii podpisali dokumenty frankfurckie, które miały umożliwić zwołanie Zgromadzenia Konstytucyjnego Niemiec. 1 września 1948 roku w Bonn rozpoczęła obrady Rada Parlamentarna Niemiec, a dnia 8 maja 1949 roku uchwalono konstytucję. W ten sposób 21 września 1949 roku powstała Republika Federalna Niemiec ze stolicą w Bonn.
W odpowiedzi na te działania na terenie radzieckiej strefy okupacyjnej w setną rocznicę wybuchu Wiosny Ludów w Niemczech, 18 marca 1948 zebrał się Kongres Ludowy, który wyłonił Radę Ludową. Rozpoczęto też akcję propagandową mającą na celu doprowadzić do referendum ludowego, w którym ludność strefy radzieckiej miała się wypowiedzieć, czy jest za budowaniem „antyfaszystowskiej demokracji w jednolitej republice niemieckiej”, co w praktyce oznaczało stworzenie satelickiego socjalistycznego państwa odrębnego od części zachodniej. Przygotowano projekt konstytucji nowego państwa, który Rada Ludowa przyjęła w głosowaniu 18 marca 1949 roku. Sama Rada przekształciła się w Tymczasową Izbę Ludową. Ona też 7 października ogłosiła powstanie Niemieckiej Republiki Demokratycznej. Stolicą nowego państwa został Berlin.
Administracja wojskowa ZSRR przejęła część obozów koncentracyjnych III Rzeszy na potrzeby Smiersz, NKGB/MGB.
W 1952 zlikwidowano w NRD landy, tworząc 14 okręgów (Bezirke) oraz miasto Berlin Wschodni.